# Électrolyte sanguin
Le terme d'électrolytes sanguins est parfois utilisé de façon informelle pour désigner les ions minéraux  en circulation dans le sang et qui font du plasma sanguin un électrolyte. Ces ions minéraux ont un rôle précis dans l'organisme.

## Exemples
- le sodium (Na+) modifie la distribution de l'eau dans l'organisme. Le dosage de Na dénote l'équilibre hydrique, c'est-à-dire s'il y a excès ou déficit de volume liquide ;
- le potassium (K+) maintient l'équilibre osmotique cellulaire et est un indicateur de la fonction rénale ;
- le calcium (Ca2+) est essentiel à la coagulation sanguine et à l'excitabilité musculaire ;
- le magnésium (Mg2+) inhibe la transmission neuromusculaire par diminution de la libération d'acétylcholine et par diminution des effets de cette dernière ; de ce fait il renforce l'effet des médicaments curarisants. Il détend les muscles du corps, que ce soit ceux du squelette ou ceux des vaisseaux sanguins et du tractus gastro-intestinal, ou même au niveau de l'utérus.